# Sahlbergs halvknäppare
Sahlbergs halvknäppare (Rhacopus sahlbergi) är en skalbaggsart som först beskrevs av Mannerheim 1823.  Sahlbergs halvknäppare ingår i släktet Rhacopus, och familjen halvknäppare. Enligt den finländska rödlistan är arten nära hotad i Finland. Enligt den svenska rödlistan är arten sårbar i Sverige. Arten förekommer på Öland, Götaland, Svealand och Övre Norrland. Artens livsmiljö är naturlundskogar.